# Nižněnovgorodský jarmark
Nižněnovgorodský jarmark (rusky Нижегородская ярмарка) je hlavní výstavní a obchodní komplex Nižního Novgorodu, situovaný na břehu řeky Oky při jejím ústí do Volhy. Vzniknul roku 1817 jako největší trh Ruského impéria. Z původního rozlehlého areálu se dochoval pouze hlavní jarmareční dům a dva chrámy: Spaso-preobraženský a chrám svatého Alexandra Něvského.

## Historie

### Před rokem 1817

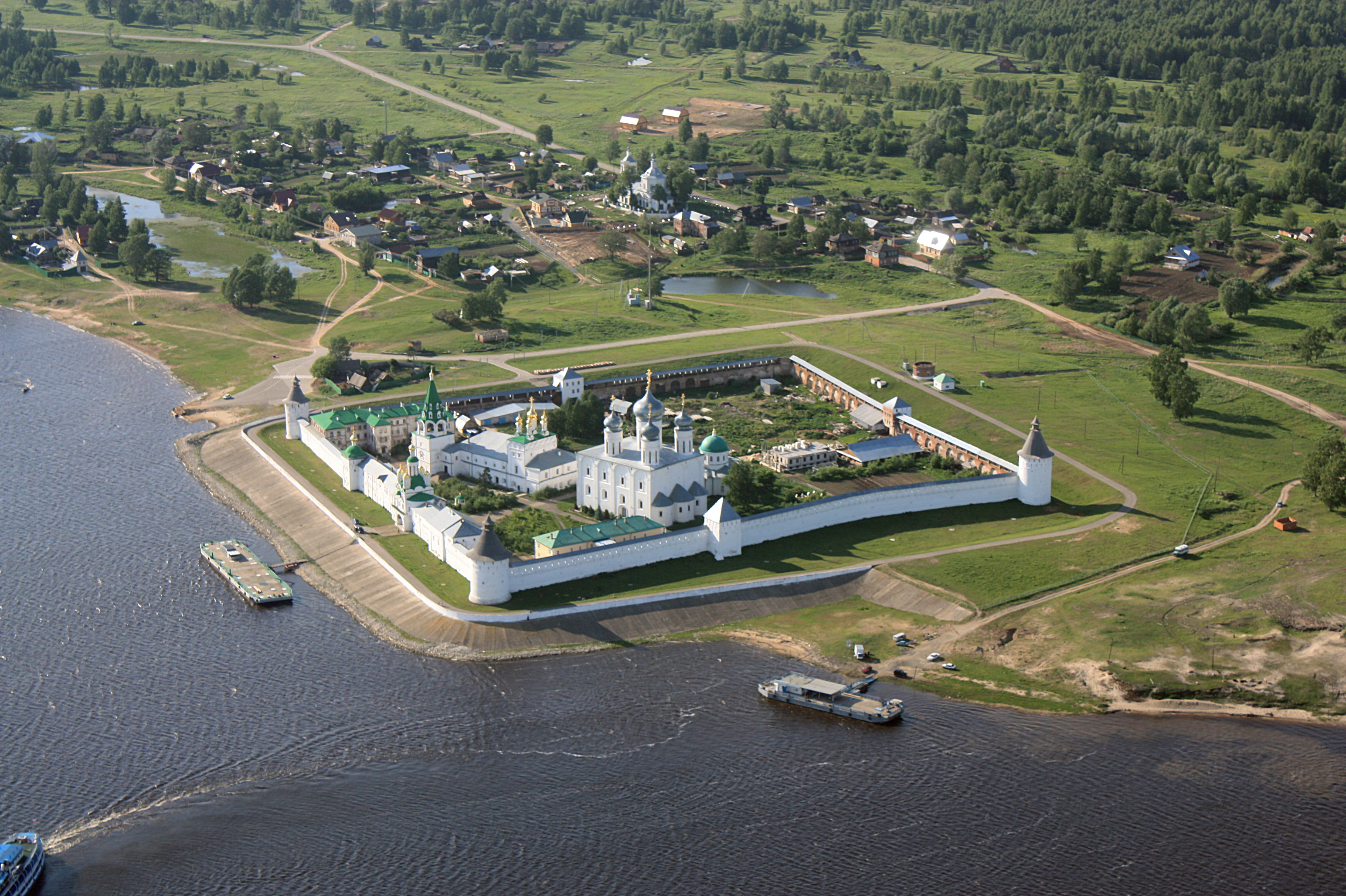
Makarjevský Želtovodský klášter

Historie nižněnovgorodského jarmarku sahá až do 16. staletí. Již od 13. staletí získal popularitu trh na Arském poli u Kazaně. Roku 1523 Tatarové oloupili a masakrovali moskevské kupce, zavraždili i moskevského posla, a proto následujícího roku velkokníže Vasilij III. podnikl tažení proti Kazaňskému chanátu, a při soutoku Volhy a Sury (asi 150 km východně od Nižního Novgorodu) založil pevnost Vasilsursk. Pak zakázal ruským kupcům výpravy do Kazani a nařídil trh vedle nové pevnosti. Toto místo však nebylo pro obchod moc pohodlné kvůli nevhodnému terénu a častým vojenským výpravám jak Rusů tak Tatarů. Ještě od 16. staletí (přesný rok se nedá určit) začali kupci využívat pohodlnějšího místa na osadě Makarjev, u stěn Makarjevského Želtovodského klášteru (asi 70 km západně od Vasilsursku). Roku 1641 byl tam jarmark přemístěn definitivně. Zde díky své výhodné poloze a daňovým úlevám v průběhu staletí rostl, do Makarjeva přijíždělo velké množství ruských i zahraničních kupců. Roku 1809 byly dřevěné přístřešky nahrazeny důstojnou kamennou tržnicí, jež však již roku 1816 zcela vyhořela.
Car Alexandr I. si uvědomil, jak důležitá je pro Rusko výstavba nového obchodního centra. Odložil proto přestavbu Zimního paláce a vyčleněné prostředky použil k výstavbě trhového komplexu. Protože pozemek vedle klášteru se už stal dost těsný pro rostoucí obchod (a navíc se kvůli vymílání břehu postupně zmenšoval), došlo zároveň k rozhodnutí o přenosu jarmarku z Makarjeva k Nižnímu Novgorodu.
Nicméně jarmark neztratil svojí historickou spojitost s Makarjevem. Oficiálně se pořád jmenoval Makarjevským a považoval přepodobného Makarija Želtovodského za svého patrona. Pravě jemu byla věnována největší kaple jarmarku, postavená v roce 1866 na okském nábřeží.

### Od přesunu k Nižnímu Novgorodu až do Říjnové revoluce
| Ó tíseň, tíseň! —V Nižnij spěchá, vlast Minina. Tu Makarjev své bohatství mu vidět nechá, tu kypí starosti a krev. Sem svezl Ind své perly matné, Evropan svoje víno špatné; se stádem koní vybraných ze stepí se tu nomád mih. Hráč přivezl sem hry své dvoje, v karty i kostky hotov hrát, statkář zas dcery zralých vnad a dcerky loňské módy svoje. Vše lže tu, kypí zvesela, vším obchod vládne docela. |
| Alexandr Puškin, Evžen Oněgin |

Nový komplex vznikl na ploše téměř 8 km² na nízkém levém břehu řeky Oky při jejím ústí do Volhy, na území vesnice Kunavino, naproti městu. Výstavba proběhla v letech 1817–1822. Hlavním architektem se stal Agustín de Betancourt. Jádrem jarmarku se stal tzv. Gostinyj dvor, složeny z Hlavního jarmarečního domu a 60 dalších staveb s 2530 trhovými místy. Střed areálu ze tří stran ohraničoval 100 metrů široký kanál s mnoha mosty, na jehož březích staly 40 velkých kamenných skladů. Jeho dominantu tvořil klasicistní Spaso-preobraženský chrám (dnes známý jako Starojarmareční), postavený Augustem de Montferrandem, jenž se stal i architektem Katedrály svatého Izáka v Petrohradu. Lodím přivážejícím po kanálu zboží usnadňovala orientaci 54 metrů vysoká zvonice. Pro potřeby obchodníků jiných vyznání byl zbudován také arménský chrám a mešita. Pro trhovce z Asie sloužila tzv. Čínská tržnice, kde se obchodovalo především s čajem. Areál byl dokonce vybaven vodovodem a kanalizací.
19. století bylo pro nižněnovgorodský jarmark obdobím rozkvětu. Přijížděli sem kupci z Evropy i Asie, obchodovalo se zejména výrobky z bavlny, kožešin a hedvábí, s čajem a kovy. Výrazným impulzem bylo zavedení železnice z Moskvy (1862). V polovině 19. století přijíždělo za rok na trh okolo 200 tisíc lidí, přičemž samotné město mělo pouze něco přes 30 tisíc obyvatel. Rozvoj jarmarku přispíval růstu samotného Nižního Novgorodu, jehož obyvatelstvo vzrostlo od 14 tisíc (1811) na 90 tisíc (1897). Mnozí notáři, bankéři, hoteliéři atd. každoročně přestěhovávali na obchodní sezonu na jarmark, zatímco zimu trávili ve městě. Taktéž činil i nižněnovgorodský gubernátor, měl letní sídlo ve hlavním jarmarečním domu.
Areál se dále rozvíjel, roku 1880 byl dostavěn Alexandro-Něvský (Novojarmareční) chrám, 1885 bylo zavedeno elektrické osvětlení, výstavba probíhala i na přilehlém břehu Volhy.
V roce 1896 se ve městě konala 16. Všeruská umělecko-průmyslová výstava, největší v předrevolučním Rusku, kterou jako reportér pražského německého deníku Politik navštívil tehdy i český spisovatel Vilém Mrštík. Své dojmy z výstavy popsal v knize Cesta do Ruska aneb Listy z Nižního Novgorodu. V souvislosti s touto výstavbou došlo také k zavedení elektrické tramvaje v Nižním Novgorodě, která pochopitelně zajížděla i na jarmark.

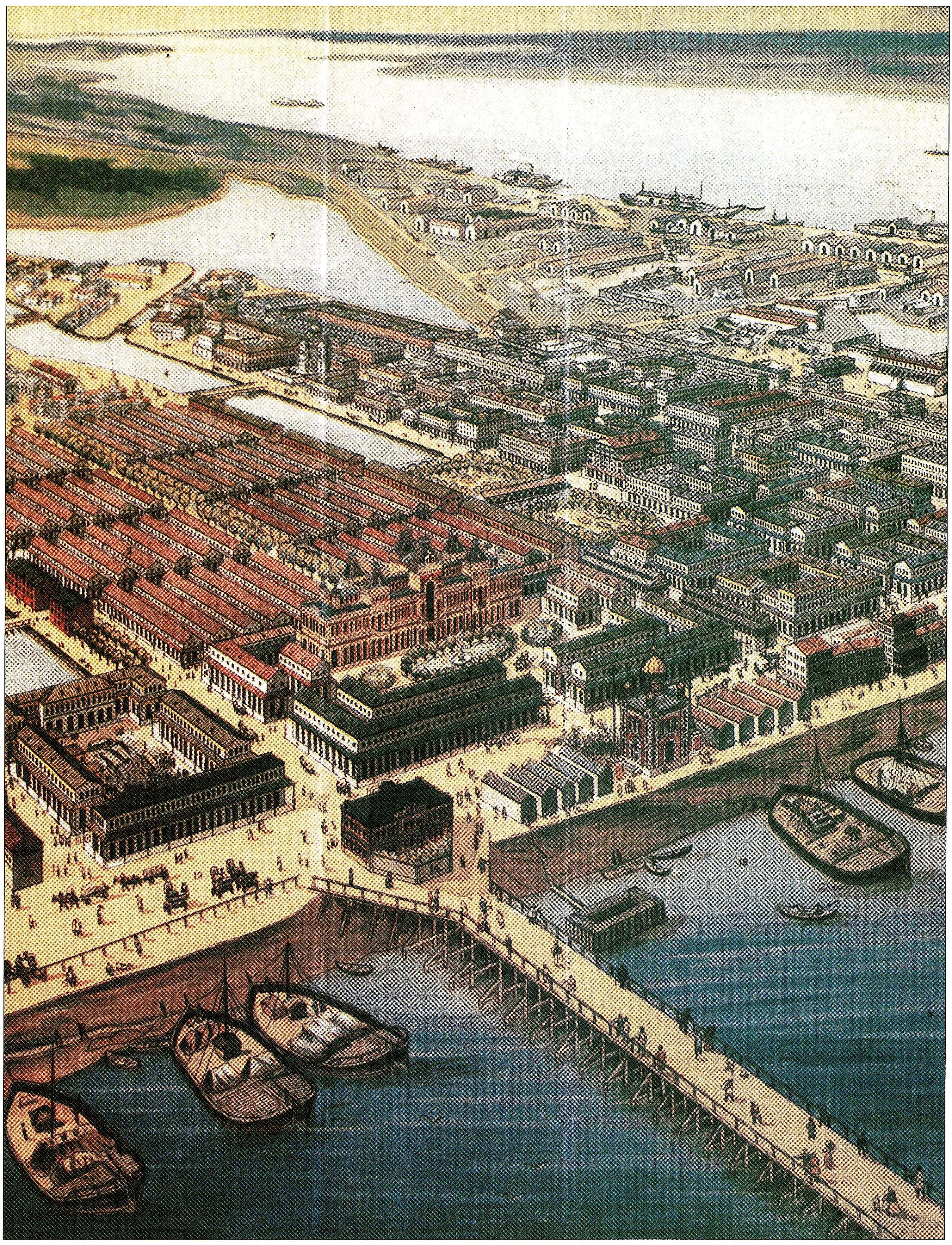
Nižněnovgorodský jarmark roku 1896 (chromolitografie)
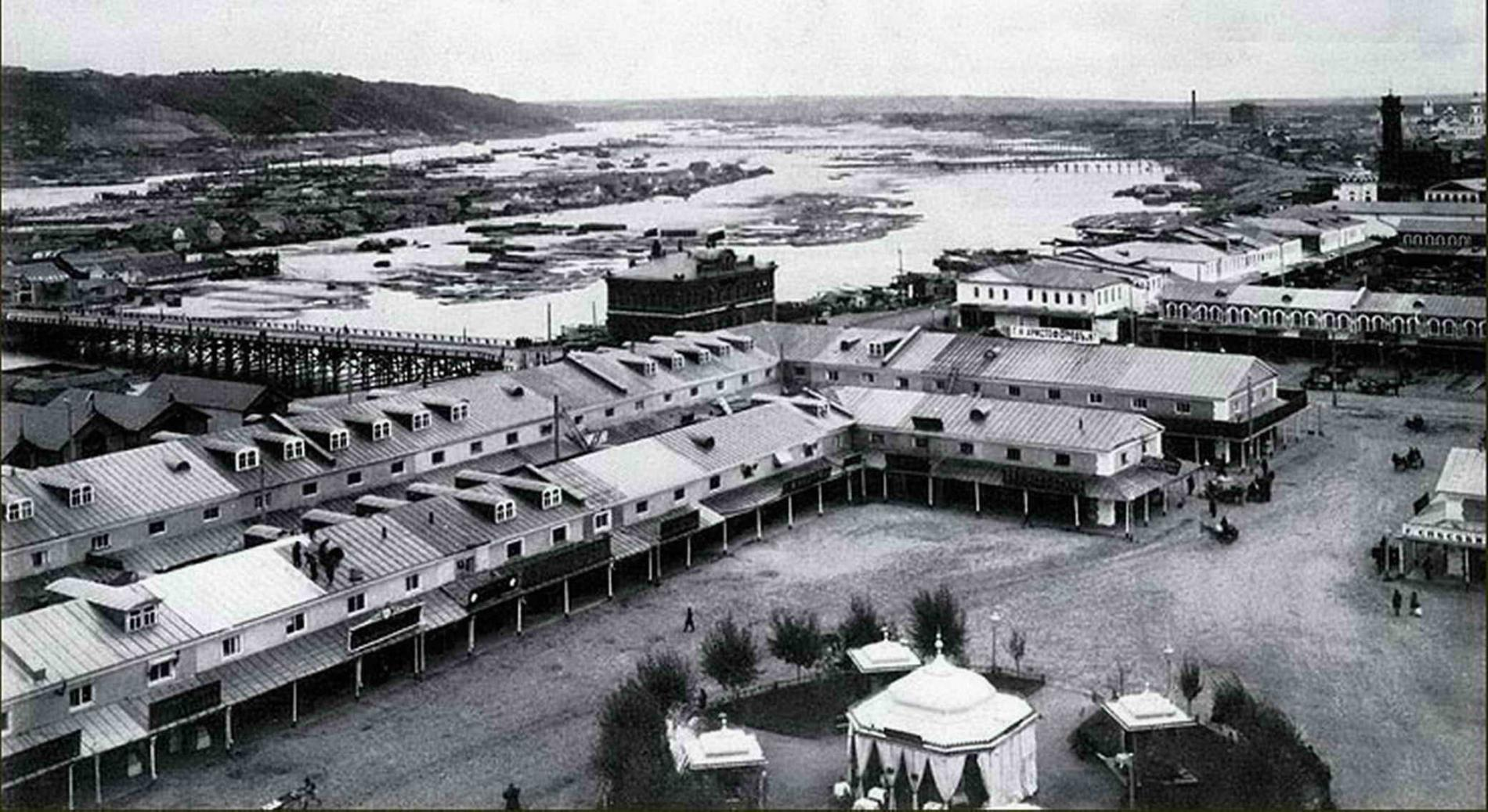
Na počátku 20. století
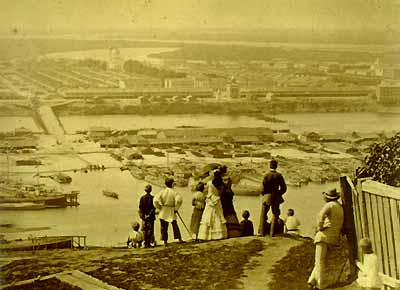
Pohled od Nižního Novgorodu, z pravého břehu Oky, v 1870. letech
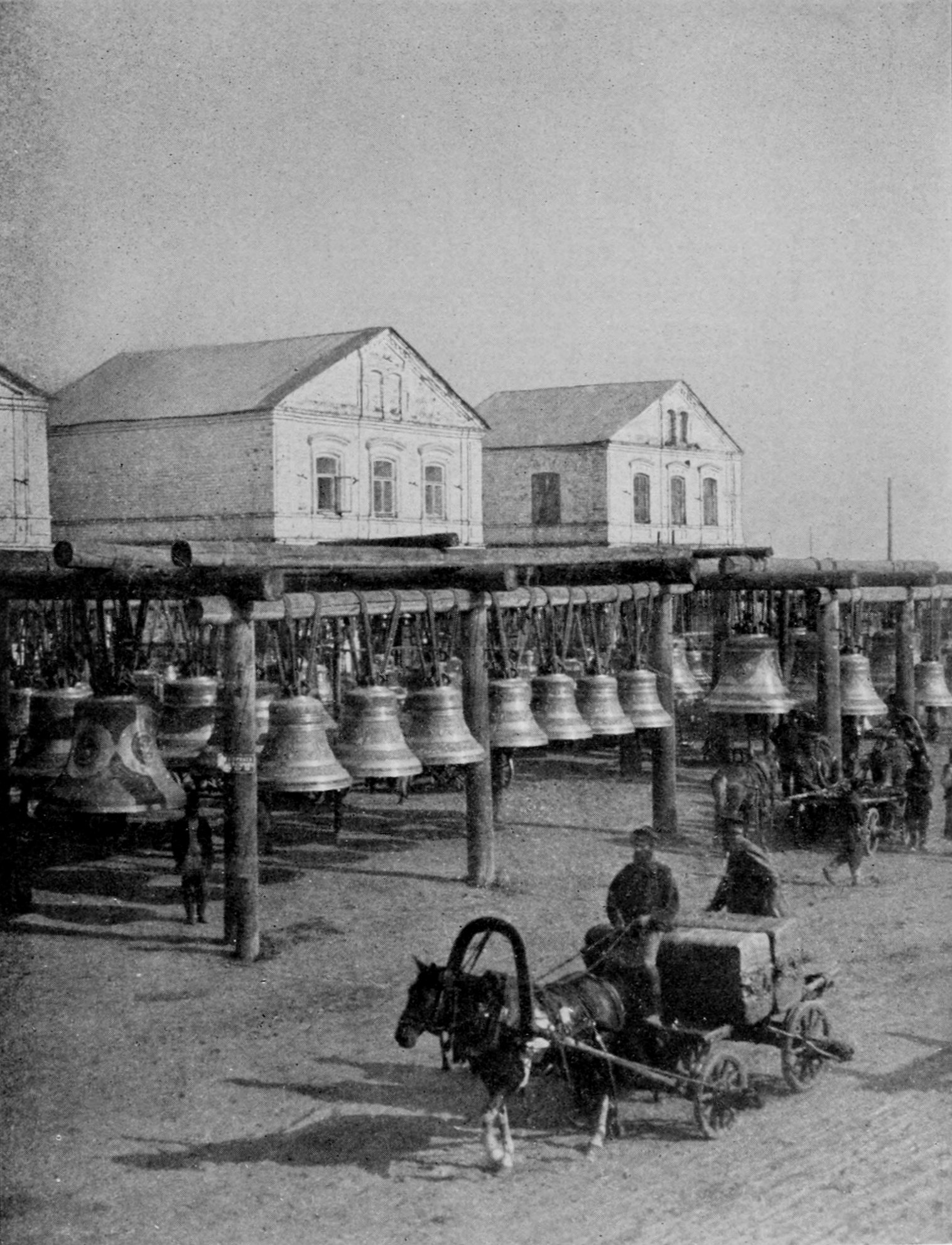
Zvonový trh v roce 1902
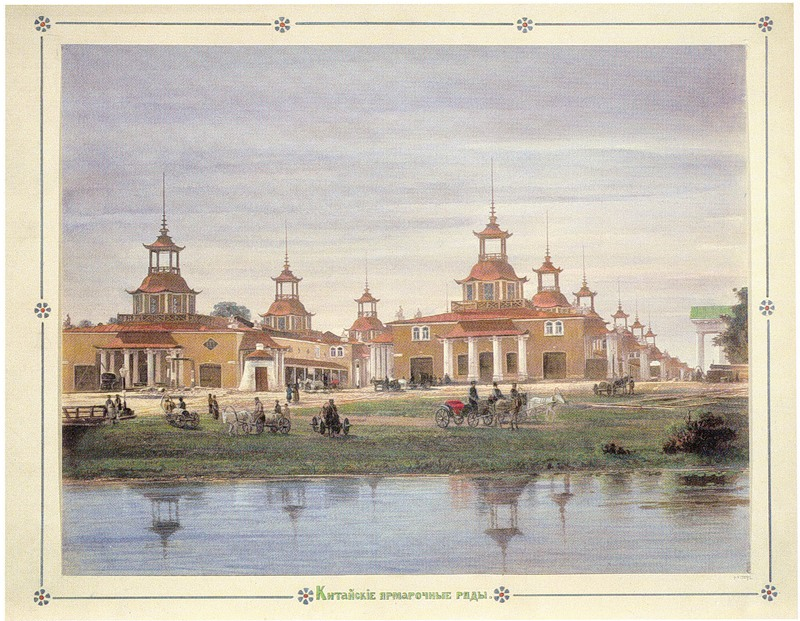
Čínský trh v 19. století
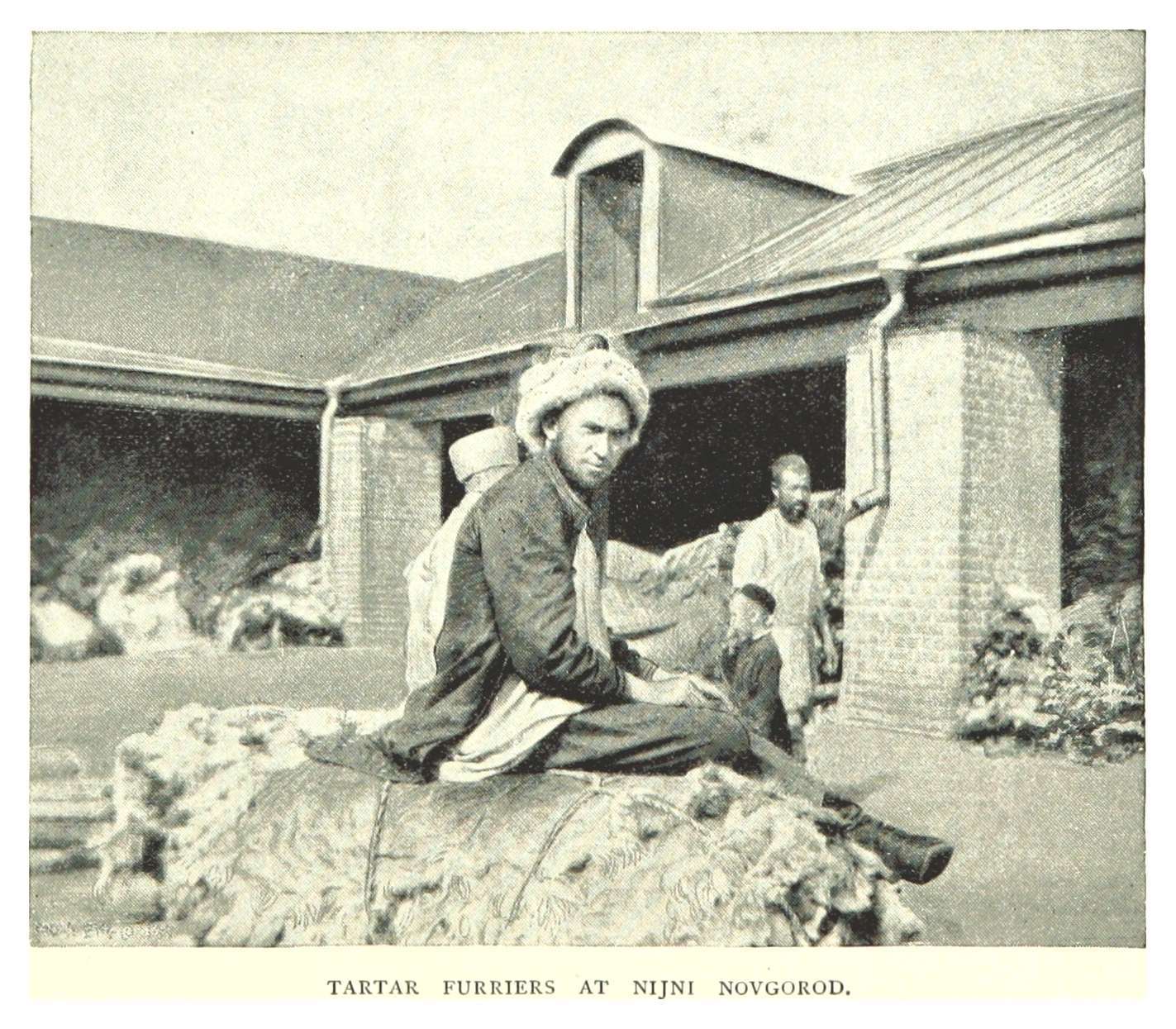
Tatarští kožedělci v roce 1891

### Po Říjnové revoluci
Úpadek jarmarku přišel s vypuknutím 1. světové války, největší pohromou pro něj však byl nový ekonomický systém zaváděný od roku 1918, který nepočítal se svobodným obchodem. Krátké oživení přišlo mezi lety 1922–1929 v souvislosti s NEP, avšak roku 1930 byl jarmark definitivně zrušen jako společensky nepřátelská instituce.
V roce 1922 se území jarmarku spolu s řadou dalších teritorií zapojilo do nově stvořeného města Kanavino. V letech 1928–1929 proběhl proces připojení měst Kanavino a Sormovo a některých dalších obci k Nižnímu Novgorodu, od té doby je bývalé území jarmarku částí Kanavinského rajonu.
Velké množství budov bylo zbouráno, zbytek začal sloužit jako obytné budovy (připomínající ovšem spíše slum než důstojné bydlení). Poslední rána pro historické objekty tržnice přišla v 70. letech 20. století, kdy v rámci rekonstrukce této části města byly odstraněny téměř všechny pozůstatky jarmarku. Zachovaly se pouze zmíněné dva chrámy a hlavní jarmareční dům a jen částečně zástavba bývalé Alexandro-Něvské ulice (dnes ulice Strelka).

## Současnost

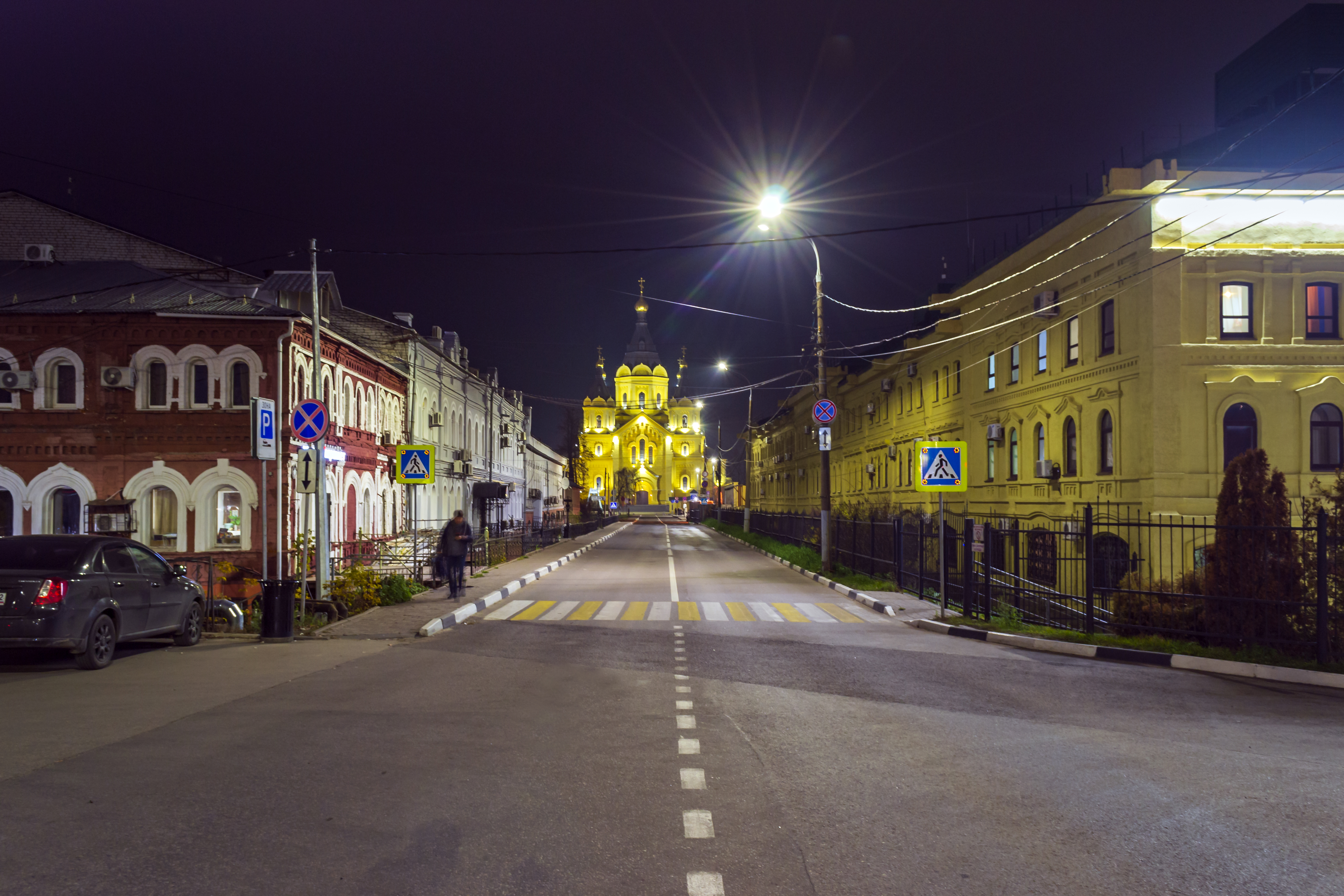
Ulice Strelka a Novojarmareční katedrála. V bývalé Alexandro-Něvské ulici se částečně dochovala původní zástavba jarmarku

Již roku 1990 byla zřízena akciová společnost Nižněnovgorodský jarmark s Vladimirem Bessarabem v čele, která začala spravovat hlavní jarmareční dům a přilehlé prostranství, zaujímající však pouhý zlomek rozlohy původního jarmarku. Nejednalo se již také o klasické tržiště, ale spíše o výstavní centrum, které hostí nejrůznější výstavy, konference a kongresy.
Současný jarmark zaznamenal řadu významných návštěvníků. V letech 1993 a 1997 navštívil jarmark tehdejší prezident Boris Jelcin, pak v roce 1993 britská bývalá premiérka Margaret Thatcherová, v roce 1996 předseda vlády Viktor Černomyrdin, v roce 2000 prezident Vladimir Putin.
K službám zákazníků jsou 6 výstavních pavilonů, 6 konferenčních sál včetně Erbovní sály, banka, hotel, restaurace, kavárna a pasáž. Ve zbytku historického areálu Nižněnovgorodského jarmarku se nachází především bytové domy, několik obchodních center či Stadion Nižnij Novgorod.
V roce 2018 byl zprovozněn úsek metra „Moskovskaja“–„Strelka“. Původně se v tomto úseku plánovala i stanice „Jarmarka“, která by měla být umístěna pod nábřežím Oky před hlavním jarmarečním domem. Ta však byla z projektu vypuštěna z finančních důvodů. Nicméně byla udělána nutná opatření k tomu, aby se stanice mohla přidat později, bude-li rozhodnuto o její stavbě.

## Hlavní jarmareční dům
Od přenosu k Nižnímu Novgorodu se srdcem jarmarečního komplexu stala klasicistní tržnice, postavená architektem Agustínem de Betancourtem.
K 80. letem 19. století ta původní stavba postupně stárla a chátrala, ani nemohla odpovídat požadavkům rostoucího obchodu, takže bylo rozhodnuto o její přestavbě. V roce 1890 byla otevřena nová budova v neoruském slohu podle návrhu architektů Karla Trejmana, Alexandra von Hohena a Alexeje Trambického. Sloužila jako administrativní centrum jarmarku, které zahrnovalo ale i pobočku státní banky a obchodní pasáž v prvním poschodí. V jarmareční sezonu měl zde sídlo nižněnovgorodský gubernátor.
Po uzavření jarmarku v roce 1929 byly v hlavním jarmarečním domě umístěny různé instituce, jako městský sovět, městský výkonný výbor, městské výbory Komsomolu a komunistické strany, redakce několika novin. Postupně některé z nich dostávaly nová sídla, takže se hlavní dům vyprazdňoval a chátral. V roce 1970 došlo v něm k požáru. Po následující opravě byl zde zřízen obchod Dětský svět (rusky Детский мир).
Po privatizace v 90. letech převzala hlavní jarmareční dům společnost „Nižněnovgorodsky jarmark“. Dnes se zde nachází konferenční sály, banka, restaurace a kavárny a obchodní pasáž. Původní interiéry jsou zachovány pouze částečně.
Od roku 2017 je v hlavním jarmarečním domě v provozu multimediální výstava sítě Rusko – můj příběh s důrazem na historie Nižního Novgorodu od ugrofinských dob. Pojednává o založení města, o domobraně Minina a Požarského, o bombardování Nižního Novgorodu za 2. světové války.

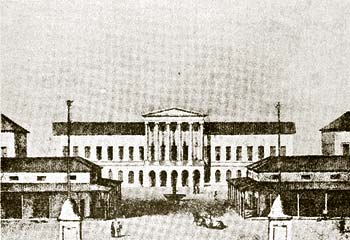
Původní klasicistní hlavní jarmareční dům.
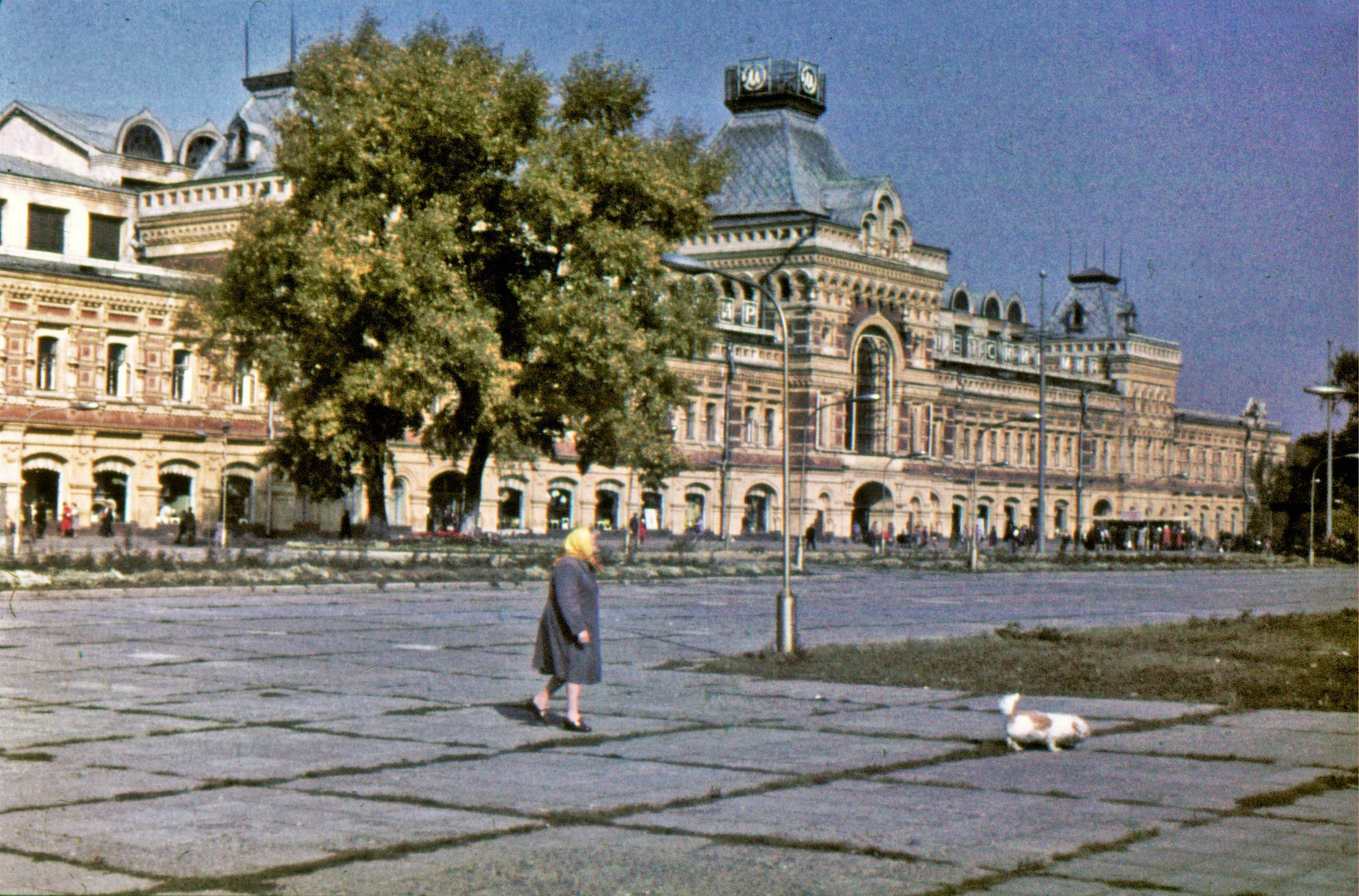
Obchod Dětský svět v hlavním jarmarečním domu v 80. letech 20. století.